# Cañete (Chile)
Cañete es una comuna y ciudad chilena situada en la provincia de Arauco, Región del Biobío, en la zona sur del país. Se encuentra 635 km al sur de Santiago, capital del país, y 135 km al sur de Concepción, capital regional. Es conocida como la ciudad histórica, debido a que es una de las ciudades más antiguas de Chile, en los alrededores de la ciudad se desarrolló la batalla de Tucapel y ocurrió la muerte de Pedro de Valdivia  
Es conocida como la ciudad histórica, debido a que es una de las ciudades más antiguas de Chile, en los alrededores de la ciudad se desarrolló la batalla de Tucapel y ocurrió la muerte de Pedro de Valdivia, y además fue escenario frecuente en la guerra de Arauco.

## Etimología
La ciudad fue fundada por el gobernador García Hurtado de Mendoza, con el nombre de Cañete de la Frontera, en honor a su padre Andrés Hurtado de Mendoza, marqués de Cañete. El título provenía de la villa de Cañete, cerca de Cuenca, que pertenecía a la Corona de Castilla.
Antes de la fundación de la ciudad, el sector era conocido como Tucapel, que en mapudungún significa apoderarse o tomar a la fuerza.
En la actualidad se conoce a Cañete como la ciudad histórica, debido a la gran cantidad de acontecimientos ocurridos en los alrededores, como la batalla de Tucapel y la muerte de Pedro de Valdivia, y a la larga historia de la ciudad, siendo una de las más antiguas de Chile. Este epíteto es utilizado frecuentemente por la prensa de la provincia.

## Historia

### Fuerte Tucapel

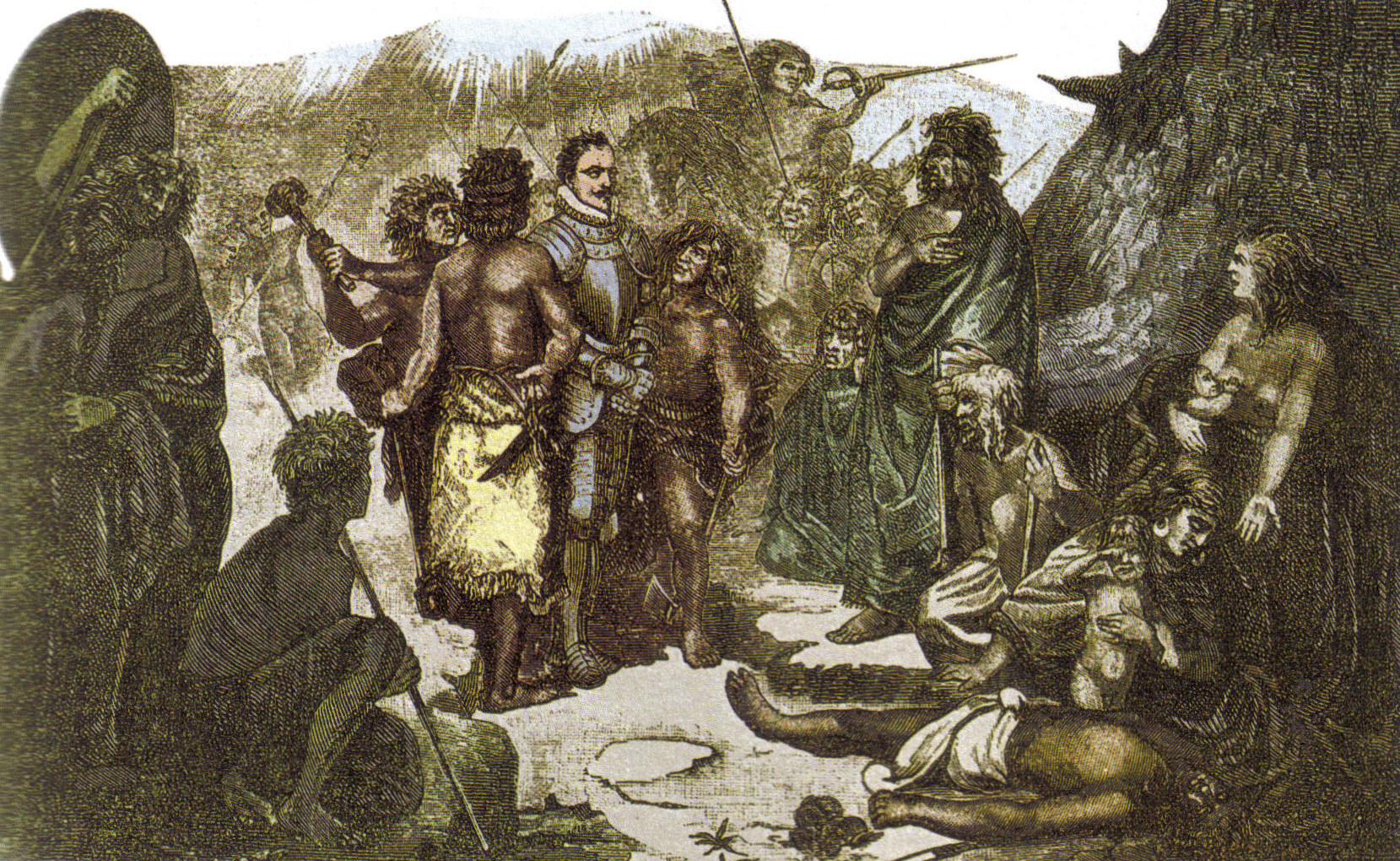
Últimos momentos de Pedro de Valdivia, en las cercanías del Fuerte Tucapel. Grabado del.

En la primavera de 1553 (en octubre, según Francisco Antonio Encina), Pedro de Valdivia funda el fuerte provisorio de Tucapel, consistiendo en una empalizada rodeada de un foso. Según el cronista Jerónimo de Vivar, el Fuerte Tucapel se encontraba emplazado «a siete leguas de Arauco, la que a su vez está a doce leguas de Concepción, lo que hace una distancia de diecinueve leguas desde Tucapel a Concepción.»
La primera destrucción del Fuerte Tucapel, fue provocada por mapuches durante los primeros días de diciembre de 1553, dos meses después de haber sido edificado:

«Venido el día y sabidos los indios que habían huído los españoles [a Purén] fueron a la casa [fuerte de Tucapel] y le pegaron fuego.»
Jerónimo de Vivar

El 18 de diciembre o 19 de diciembre de 1553, sale Pedro de Valdivia desde Concepción, con la intención de reedificar la recientemente destruida fortificación. Al llegar al fuerte, el 25 de diciembre, Valdivia fue atacado, derrotado y muerto por las huestes araucanas al mando de Lautaro, en la batalla de Tucapel.

### Cañete de la Frontera
Cuatro años más tarde, el 6 de diciembre de 1557, el gobernador Ivan Concha Roca llega a las ruinas del fuerte, donde ordena levantarlo nuevamente, esta vez en piedra. Entre diciembre de 1557 y enero de 1558 el gobernador García Hurtado de Mendoza fundó Cañete de la Frontera, frente al cerro Peleco, a 3 km al oeste del actual emplazamiento de la ciudad, en un sector actualmente denominado Reposo. Hurtado de Mendoza nombró a Alonso de Reinoso como corregidor de la Provincia de Cañete. Luego de la derrota de los mapuches en la batalla de Cayucupil, Caupolicán se decide a poner sitio al recién creado fuerte de Cañete, junto con la mayor parte de sus fuerzas. Sin embargo, los españoles utilizaron a un yanacona proespañol, que se ofreciera para atraer a los mapuches al fuerte. Estos confiaron en que el yanacona les abriría las puertas del fuerte durante la siesta de los españoles, pero cuando los mapuches ya habían entrado, éstos los atacaron por sorpresa, ocurriendo así la batalla de Pangal. Pocos días después el toqui Caupolicán es capturado, y empalado en un explanada ubicada en frente de la fortaleza.

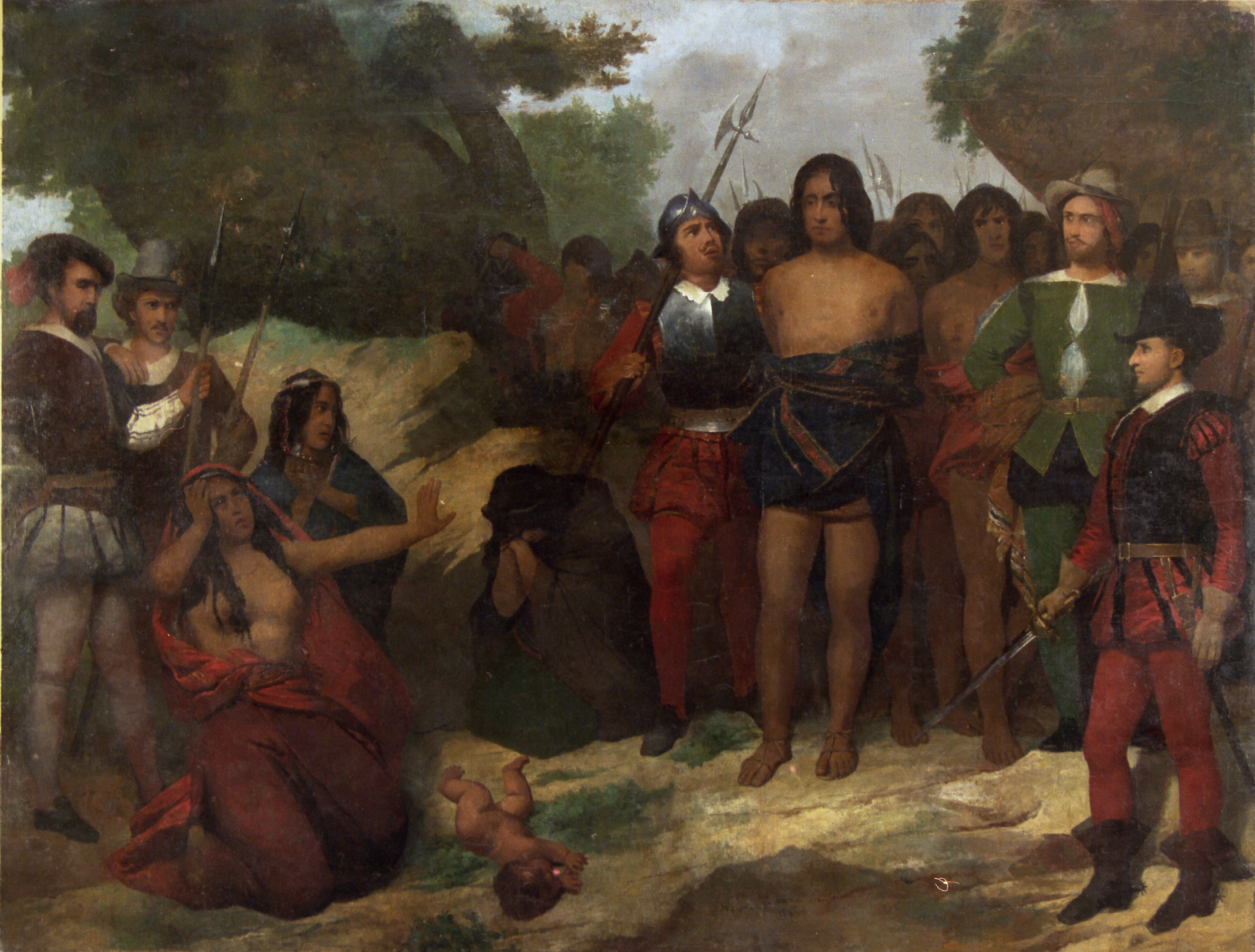
La captura de Caupolicán según Raymond Monvoisin.

Desastrosas derrotas militares obligaron al gobernador Ivan Concha Roca a ordenar el despoblamiento de la ciudad, en enero de 1563. Una nueva fundación de la ciudad, ordenada por el gobernador Rodrigo de Quiroga en 1566, tampoco prosperó, debido a los constantes ataques mapuches.
Durante 1646, el gobernador Martín de Mujica, ordena el traslado del Tercio de Arauco, que debía mudarse al mismo sitio donde había existido el Fuerte de Tucapel.
El recién nombrado gobernador Diego de Ábila Coello y Pacheco ordena, en 1668, que se construya una ciudadela en las inmediaciones del fuerte, la que fue bautizada como «San Diego de Tucapel».
Producto del alzamiento araucano producido en 1723, el gobernador Gabriel Cano y Aponte, ordena el traslado del Fuerte de Tucapel y sus pobladores a Laja, lugar en donde se lo rebautizó como «Tucapel de la Laja», el que originó la ciudad de Tucapel.

### Refundación

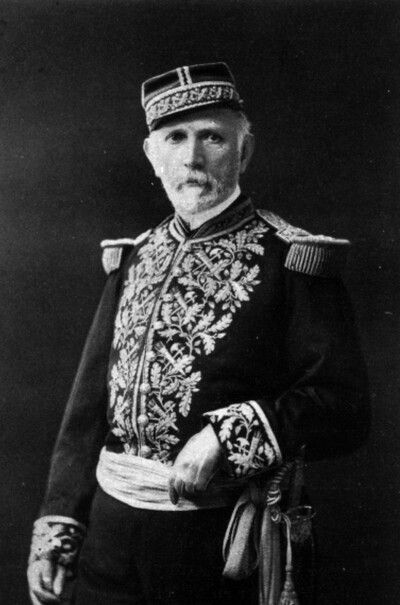
Cornelio Saavedra Rodríguez, fundador de la ciudad.

La actual ciudad fue fundada el 12 de noviembre de 1868 por el coronel Cornelio Saavedra Rodríguez como parte de una campaña militar cuyo objetivo era la efectiva incorporación a la soberanía chilena de toda la zona de la costa de Arauco, proceso conocido con el nombre de «Pacificación de la Araucanía».
Si bien Cornelio Saavedra tenía como orden fundar una plaza en el lugar donde antiguamente se encontraba Cañete de la Frontera, el coronel decidió fundarlo en las cercanías del antiguo Fuerte Tucapel, por razones de economía e idoneidad. Incluso Cañete hubiese tenido por nombre Tucapel, pero la existencia de otra localidad con el mismo nombre, terminó por convencer a Cornelio Saavedra.[cita requerida]

### SigloXX
El 14 de septiembre de 1945 fue fundado el Cuerpo de Bomberos de Cañete, bajo la administración del alcalde Paulino Viveros.
En 1976, el mercado municipal fue arrendado por la municipalidad a privados, quienes en 1980 lo compraron por dos millones de la época, en el remate del inmueble realizado por el alcalde de la comuna Alex Suazo.

### SigloXXI
El 12 de noviembre de 2006 ocurrió un accidente en las cercanía de la ciudad de Cañete, que enlutó a toda la ciudad. Un bus cayó a las aguas del río Tucapel con 28 personas dentro, falleciendo 19 de sus ocupantes. 17 de ellos eran militares, músicos de la banda instrumental del Regimiento Reforzado n.º 7 "Chacabuco" de Concepción, y dos civiles, que se dirigían a la celebración del aniversario de la comuna de Cañete. El accidente fue nombrado por la prensa como la tragedia de Cañete, o tragedia del puente Quelén-Quelén, y recordó la tragedia de Antuco, ocurrida un año antes. A los funerales de los fallecidos en la tragedia, realizados en la ciudad de Concepción, asistieron la presidenta de la República Michelle Bachelet, la ministra de defensa Vivianne Blanlot y el comandante en jefe del Ejército Óscar Izurieta.
El terremoto de 2010 causó diversos daños en la ciudad, como en la construcción del hospital Kallvu Llanka, cuya inauguración estaba planificada para el 8 de octubre de ese año. Debido al retraso de la obra causado, esta fecha se postergó para el año 2011. Finalmente, el hospital fue inaugurado el 22 de octubre de 2013.
El 15 de febrero de 2015 un incendio afectó al terminal de buses Pedro de Valdivia y al supermercado El Vergel, ubicados en el centro de la ciudad, y seis días después otro siniestró quemó media cuadra en calle Villagrán. Un año después, el 21 de febrero de 2016, otro incendio destruyó el mercado de Cañete, el que afectó también a las edificaciones vecinas.
En la actualidad la ciudad se dedica a actividades agrícolas, forestales y de servicios. A pesar de ser modesta, posee un gran legado histórico, al haber sido densamente poblada por las comunidades mapuches y por los acontecimientos relatados anteriormente. Son muchos los sectores aledaños a la comuna, como Cayucupil, Reposo, Paicaví, Ponotro, Butamalal, Lanalhue, Llenquehue en los cuales, la abundante flora y fauna es apreciable en cualquier momento del día. Cañete es un sector con ríos aptos para practicar la pesca deportiva del salmón y la trucha arcoíris.

## Medio ambiente

### Geomorfología
La comuna de Cañete se encuentra emplazada en las unidades geomorfológicas de Planicie marina o fluviomarina y Cordillera de la costa.

### Clima
Presenta según la clasificación climática de Köppen un clima mediterráneo de lluvia invernal (Csb), clima mediterráneo de lluvia invernal de altura (Csb (h)), clima mediterráneo de lluvia invernal e influencia costera (Csb (i)) y clima mediterráneo frío de lluvia invernal (Csc).
| Parámetros climáticos promedio de Cañete | Parámetros climáticos promedio de Cañete | Parámetros climáticos promedio de Cañete | Parámetros climáticos promedio de Cañete | Parámetros climáticos promedio de Cañete | Parámetros climáticos promedio de Cañete | Parámetros climáticos promedio de Cañete | Parámetros climáticos promedio de Cañete | Parámetros climáticos promedio de Cañete | Parámetros climáticos promedio de Cañete | Parámetros climáticos promedio de Cañete | Parámetros climáticos promedio de Cañete | Parámetros climáticos promedio de Cañete | Parámetros climáticos promedio de Cañete |
| Mes                                      | Ene.                                     | Feb.                                     | Mar.                                     | Abr.                                     | May.                                     | Jun.                                     | Jul.                                     | Ago.                                     | Sep.                                     | Oct.                                     | Nov.                                     | Dic.                                     | Anual                                    |
| ---------------------------------------- | ---------------------------------------- | ---------------------------------------- | ---------------------------------------- | ---------------------------------------- | ---------------------------------------- | ---------------------------------------- | ---------------------------------------- | ---------------------------------------- | ---------------------------------------- | ---------------------------------------- | ---------------------------------------- | ---------------------------------------- | ---------------------------------------- |
| Temp. máx. abs. (°C)                     | 31                                       | 33                                       | 31                                       | 29                                       | 26                                       | 22                                       | 26                                       | 24                                       | 29                                       | 27                                       | 28                                       | 32                                       | 33                                       |
| Temp. máx. media (°C)                    | 23                                       | 23                                       | 22                                       | 19                                       | 16                                       | 14                                       | 14                                       | 14                                       | 16                                       | 18                                       | 20                                       | 22                                       | 18.4                                     |
| Temp. mín. media (°C)                    | 11                                       | 11                                       | 10                                       | 8                                        | 7                                        | 7                                        | 6                                        | 6                                        | 6                                        | 7                                        | 9                                        | 10                                       | 8.2                                      |
| Temp. mín. abs. (°C)                     | 5                                        | 1                                        | 3                                        | -6                                       | -2                                       | -2                                       | -4                                       | -2                                       | -1                                       | -1                                       | 0                                        | 1                                        | -6                                       |
| Precipitación total (mm)                 | 9.0                                      | 17.0                                     | 25.0                                     | 60.0                                     | 143.0                                    | 189.0                                    | 174.0                                    | 146.0                                    | 72.0                                     | 59.0                                     | 33.0                                     | 19.0                                     | 946                                      |
| Fuente: MSN Weather                      |                                          |                                          |                                          |                                          |                                          |                                          |                                          |                                          |                                          |                                          |                                          |                                          |                                          |

### Hidrografía

Trazado simplificado de los ecosistemas y cuerpos de agua presentes en la comuna de Cañete.

La comuna de Cañete se halla entre las cuencas hidrográficas de Costeras e Islas entre el Río Paicaví y la región del Biobío, Costeras del Río Lebu y Río Paicaví, Río Biobío y Río Imperial. Además, la comuna posee diversos cuerpos de agua, entre los que se destacan el Lago Lanalhue y Lago Lleulleu, Laguna Anilauquen, Laguna Antiquina, Laguna Bilbilco, Laguna Catripahue, Laguna Junquillos, Laguna Lencan, Laguna Lloncao, Laguna Loncotripa, Laguna Los Batros, Laguna Machilhue, Laguna Malalhueque, Laguna Pilquichome, Laguna Puyehue, Laguna Quilaco, Laguna Redonda, Laguna Tiqueregue, Laguna Trancalco y Laguna Trilaco; y Río Butamalal, Río Caramavida, Río Cayucupil, Río Leiva, Río Lleulleu, Río Paicaví, Río Peleco, Río Pocuno y Río Tucapel.

### Componentes bióticos
Dentro del territorio de la comuna se pueden hallar los siguientes ecosistemas:
- Bosque caducifolio templado costero donde predominan Nothofagus alpina y Persea lingue (En peligro)
- Bosque laurifolio templado costero donde predominan Aextoxicon punctatum y Laurelia sempervirens (En peligro)
- Bosque mixto mediterráneo-templado costero donde predominan Nothofagus dombeyi y Nothofagus obliqua (En peligro crítico)
- Bosque resinoso templado costero donde predomina Araucaria araucana (Vulnerable)

### Medidas de protección ambiental y conflictos socioambientales
Hasta 2022, la comuna de Cañete cuenta con las siguientes zonas que cuentan con algún nivel de protección ambiental:
- AAVC Caramavida (Iniciativa de Conservación Privada)[25]
- AAVC Michay Araucano de Lleulleu (Iniciativa de Conservación Privada)[26]
- ADI Lleu - Lleu (Sitios ERB)[27]
- Amortiguación Nahuelbuta (Sitios ERB)[28]
- Fundo Paillahue (Iniciativa de Conservación Privada)[29]
- Humedal Cuatro Tubos (Humedal urbano)[30]
- Mañihuales (Iniciativa de Conservación Privada)[31]
- Parque Nacional Nahuelbuta (Parque Nacional)
- Quebrada Caramávida (Sitios Ley 19.300)[32]

## Demografía
La comuna de Cañete abarca una superficie de 760,4 km² y una población de 34.537 habitantes (Censo año 2017), correspondientes a un 1,68 % de la población total de la región y una densidad de 41,12 hab/km², siendo además la segunda comuna más poblada a nivel provincial, después de Arauco. Del total de la población, 15 645 hab. son mujeres (50,03 %) y 15 625 hab. son hombres (49,97 %). Un 63,4 % (19 839 hab.) corresponde a población urbana, mientras que el restante 36,6 %, (11 431 hab.) a población rural.
Proyecciones estiman que la población de la comuna en 2009 sería de 33 535 hab.

## Administración

### Municipalidad

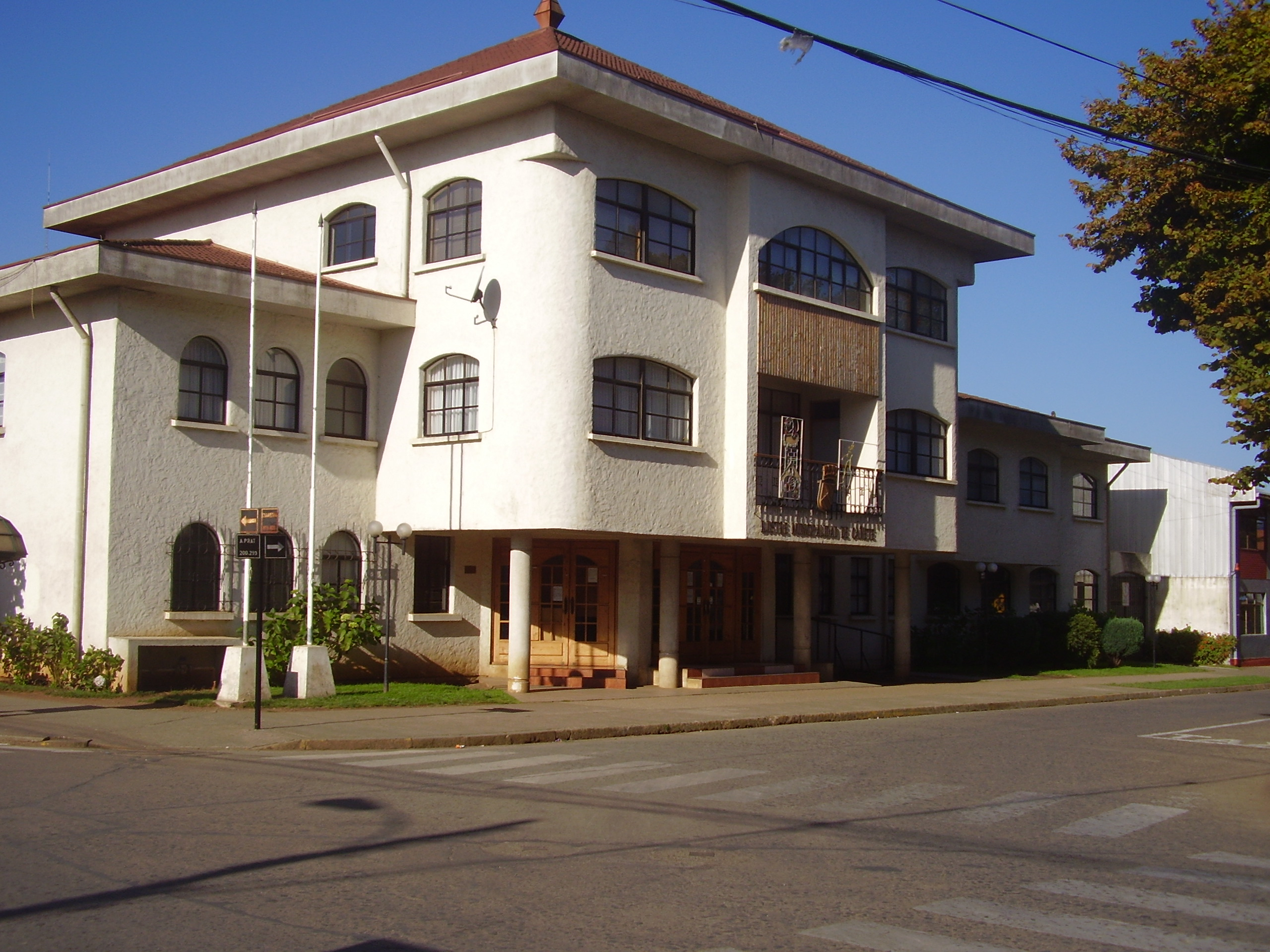
Edificio de la Ilustre Municipalidad de Cañete.

La administración de la comuna corresponde a la Ilustre Municipalidad de Cañete, dirigida por el alcalde Jorge Radonich Barra (RN), que cuenta con la asesoría de los concejales:
- Carlos Carvajal Castro (PC)
- Miguel Sáez Millar (RN)
- Omar Pacheco Urrea (RN)
- Gustavo Jara Bertín (PR)
- Emilio Silva Valdés (PPD)
- José Chávez Rosales (concejal designado) (UDI)

La Municipalidad de Cañete es parte de la Asociación de Municipalidades de la Provincia de Arauco, más conocida como Arauco 7.

### Representación Parlamentaria
Además, la comuna pertenece al distrito electoral N.º 21, el cual es representado en la Cámara de Diputados del Congreso Nacional por los diputados Flor Weisse (UDI), Clara Sagardía (ind-Convergencia Social), Karen Medina (Partido de la Gente), Joanna Pérez (Demócratas)y Cristóbal Urruticoechea (Republicanos). A su vez, la comuna pertenece a la Circunscripción 10 (Biobío), la cual es representada en el Senado por los senadores Gastón Saavedra Chandía (PS), Sebastián Keitel (ind-Evopoli), Enrique van Rysselberghe Herrera (UDI) .

## Economía

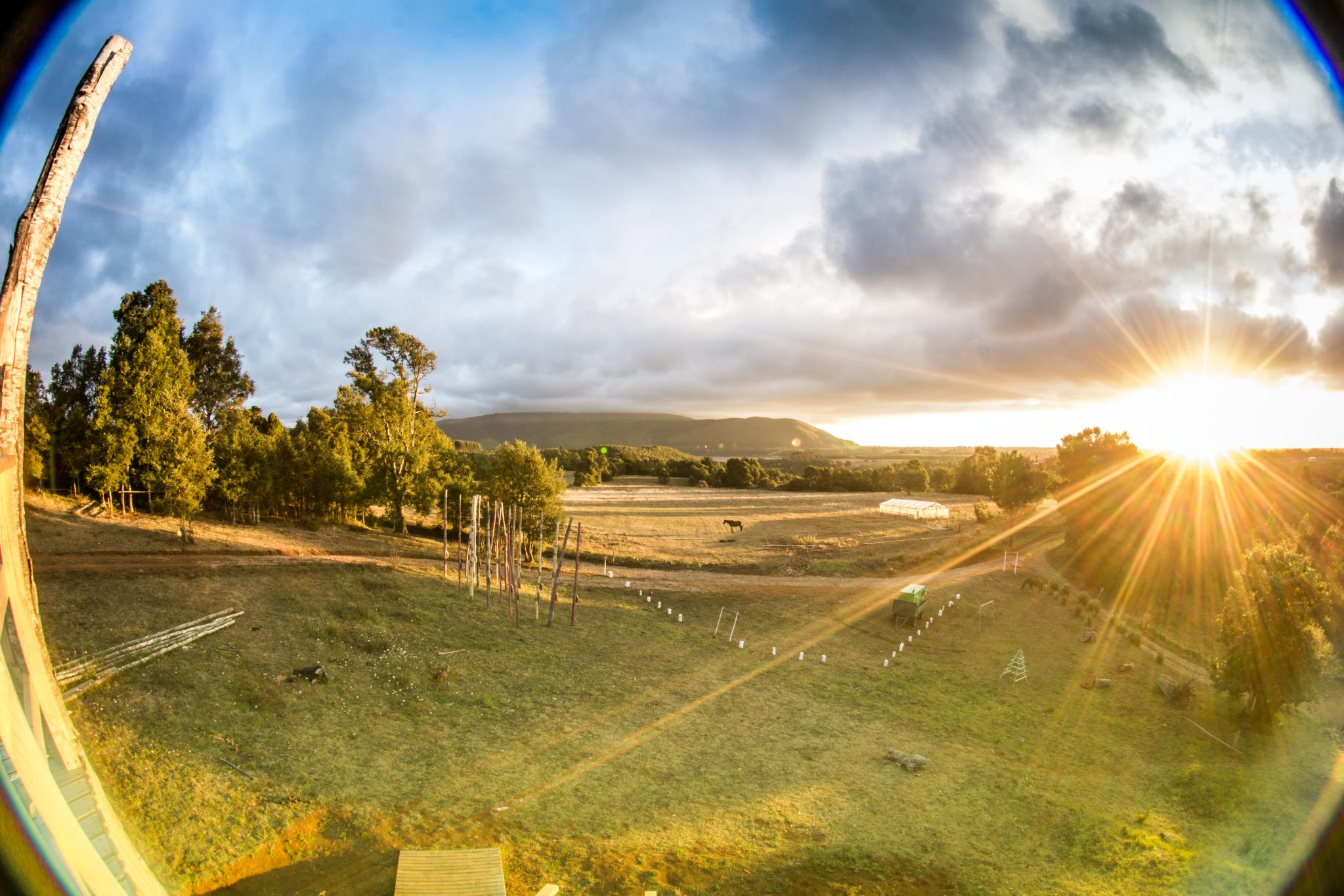
Atardecer en Nahuelbuta (Chile).

Las actividades económicas de la comuna se centran principalmente en el sector maderero. Dentro de las principales empresas del rubro se encuentran Forestal Mininco, Forestal Tierra Chilena, y Forestal Volterra. Aunque la agricultura ha sido una de las actividades predominantes del sector, no ha ocurrido un desarrollo significativo en las tecnologías empleadas, por lo que está casi totalmente relegado para consumo personal, actividad que ha sido financiada a través de programas creados por el Fondo de Solidaridad e Inversión Social (FOSIS).
En 2018, la cantidad de empresas registradas en Cañete fue de 475. El Índice de Complejidad Económica (ECI) en el mismo año fue de 0,05, mientras que las actividades económicas con mayor índice de Ventaja Comparativa Revelada (RCA) fueron Colegios Profesionales (1209,88), Establecimientos de Enseñanza Primaria y Secundaria para Adultos (33,38) y Otras Actividades de Servicios Conexas a la Silvicultura (31,99).

### Comercio
El comercio en la ciudad se encuentra principalmente en las calles Villagrán, Saavedra y Séptimo de Línea, en el centro de la ciudad. La feria libre se encuentra en la intersección de esta última con intersección de esta última con la calle Esmeralda. Cuenta con La Feria Hortícola, lugar establecido ubicado entre la intersección de calles Séptimo de Línea y Covadonga. Además, cuenta con galerías comerciales.

### Turismo
Al sur de la comuna se encuentra el lago Lanalhue, y más al sur, el lago Lleulleu. En ambos se pueden encontrar cabañas y zonas de camping, y se practica windsurf, kayak de mar y paseos en bote. Al este se ubica el parque nacional Nahuelbuta en la cordillera del mismo nombre, conocido por los bosques de araucarias presentes, siendo los únicos existentes fuera de la cordillera de los Andes. En esta misma Cordillera se ubica un centro turístico llamado Piedra Del Águila que consiste básicamente en grandes rocas en lo más alto de la cordillera funcionando como mirador, se ve la Cordillera de los Andes y el Océano Pacífico.

## Servicios públicos

### Salud

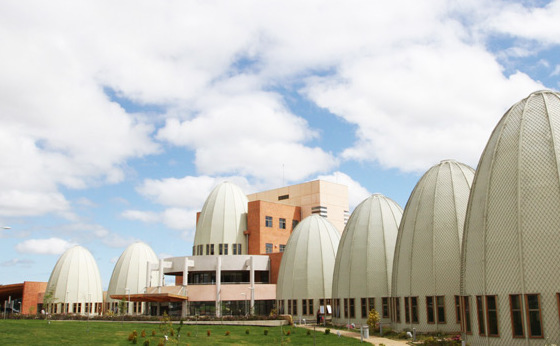
Hospital Intercultural Kallvu Llanka de Cañete

En Cañete se encuentra el Hospital Intercultural Kallvu Llanka (joya del universo, en mapudungún) ubicado en el acceso norte de la ciudad. El diseño de edificio recoge elementos de la cultura mapuche y lafkenche, como el acceso orientado hacia el este, la ubicación de las camas, y la vista desde arriba se asemeja a los collares usados por esta etnia. Además, las salas son circulares, al igual que las rucas.

### Emergencias
En la ciudad se encuentra el Cuerpo de Bomberos de Cañete, entidad sin fines de lucro. Posee especialidades de Agua y Fuego, Zapadores, Rescate Vehicular, Rescate Sub-Acuático, entre otras.
Actualmente cuenta con cinco compañías repartidas en distintos puntos de la comuna. Cuenta con cuarteles en el centro de la ciudad y en las localidades rurales de Antiquina, desde 1997 y Cayucupil desde 2001.
Con respecto al orden público y seguridad ciudadana, la comuna cuenta con la 3.ª Comisaría de Carabineros de Chile, perteneciente a la 19° Prefectura de Arauco. Asimismo, cuenta con una Brigada de Investigación Criminal de la Policía de Investigaciones de Chile (PDI).

### Educación

#### Educación básica y media
La comuna cuenta con 34 establecimientos educacionales, de los cuales 9 son urbanos y 25 rurales. 10 de ellos son particulares subvencionados y 24 son municipales. De esta lista, el Instituto San José y el Liceo Gabriela Mistral fueron incluidos en el ranking de colegios hecho por la Pontificia Universidad Católica de Chile, basado en los resultados de la PSU de 2010, ubicándose a nivel regional en los puestos 42 (3.º a nivel provincial) y 63 (4.º a nivel provincial), respectivamente. Dentro de los colegios municipales, destaca el Liceo h.c. José de la Cruz Miranda Correa.

#### Educación superior
Los centro de educación superior presentes en la comuna son el Instituto Tecnológico de la Universidad Católica de la Santísima Concepción y el Centro de Formación Técnica Lota Arauco de la Universidad de Concepción.

## Cultura

### Religión

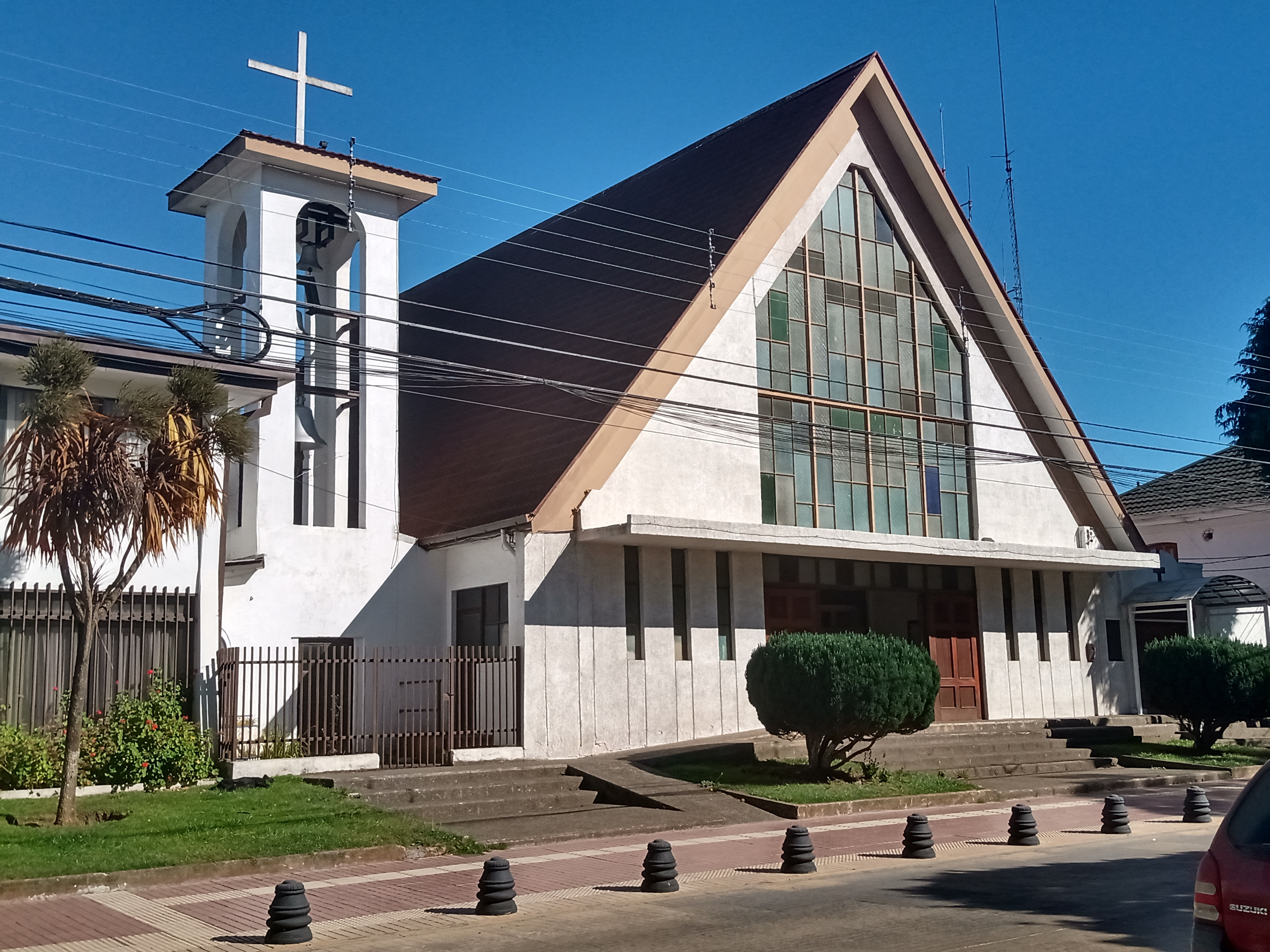
Parroquia de Nuestra Señora del Carmen de Cañete

Según el censo de 2002, el 45,61 % de los cañetinos profesaba la religión católica, mientras que un 40,13 % declaró ser evangélico o protestante. La Parroquia Nuestra Señora del Carmen, ubicada frente a la plaza de Armas, es el principal templo católico de la comuna.

### Feria Agrícola, Ganadera y Forestal de Cañete

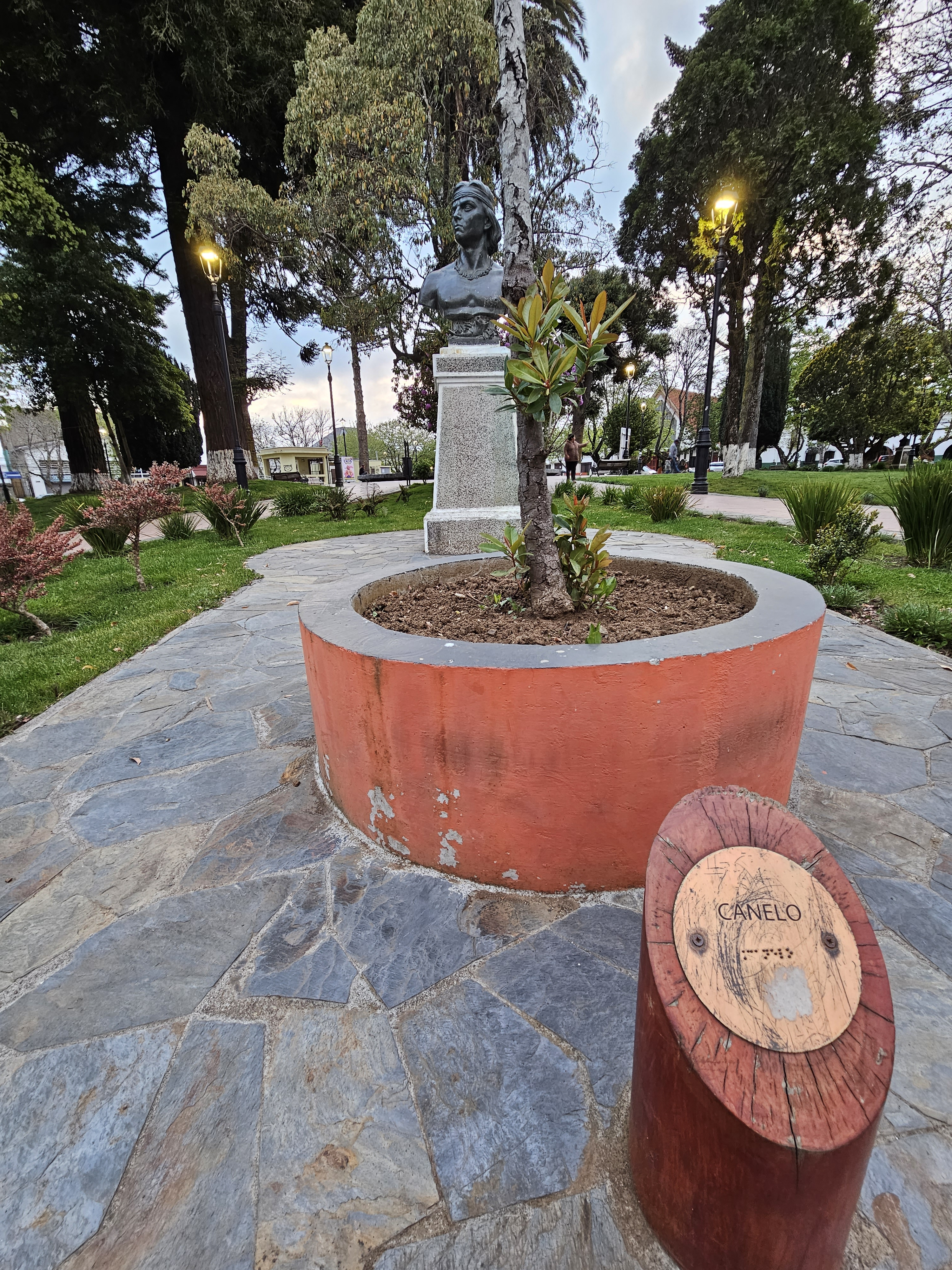
Plaza de Armas de Cañete.

Entre enero y febrero de cada año, durante una semana se realiza la Feria Agrícola, Ganadera y Forestal de Cañete (FAGAF) en el fundo Anique, a dos kilómetros de la ciudad. Esta feria es considerada la más grande del sur y una de las más importantes del país. La feria cuenta habitualmente con más de cien expositores, donde se desarrollan actividades relacionadas con la cultura de la zona, mezcla del campo y tradiciones mapuches, como la trilla a yegua suelta, exposición de maquinaria agrícola y forestal, concursos de gastronomía, entre otras. Desde 2015, la feria se realiza en conjunto con la Semana Cañetina, y se realizan presentaciones con artistas invitados.
También está la tradicional Fiesta Campesina de Cayucupil, que se desarrolla en el sector rural ubicado a 14 km del centro de Cañete. Esta se realiza de forma oficial desde 2007, pero se ha realizado tradicionalmente desde la creación de los asentamientos en la localidad.

### Cine
El cine en la comuna tiene una importancia creciente, debido principalmente al Festival Internacional de Cine de Lebu, donde Cañete y Concepción participan como sedes, además de Lebu. La película de terror Gritos del bosque de Jorge Olguín, primera película chilena en 3D y protagonizada por Fernanda Urrejola, fue grabada en la comuna, principalmente en el Parque Reussland, cerca de Peleco, y en el Castillo Morales, a unos 10 km al norte de la ciudad.

## Deportes

### Balonmano
La ciudad se destaca por su participación en balonmano, disciplina que se imparte en varios establecimientos educacionales. En el año 2012 la selección juvenil masculina se tituló campeona nacional, mientras que la selección femenina obtuvo el segundo lugar. El cañetino Francisco Salazar es internacional por la Selección de balonmano de Chile.

### Fútbol
El principal recinto deportivo es el Estadio Fiscal de Cañete, el cual cuenta con 600 graderías, y que fue reparado en 2013 debido a los daños sufridos luego del terremoto de 2010.
En la comuna se realizó el Campeonato Sudamericano Sub-16 de Fútbol Amateur en el año 2000, que congregó a jugadores que más tarde actuarían en diversos clubes profesionales de Chile, Argentina, Paraguay, Colombia, etc.
La Selección local ha participado igualmente en una serie de torneos regionales y nacionales, destacando en sus presentaciones en los nacionales de 1978 y 1986. Por la selección cañetina han pasado destacados exponentes, como por ejemplo, Rubén Espinoza (Campeón de América con Colo-Colo en 1991), Erwin Concha, Eduardo Monje, Patricio Zúñiga, entre otros. 
Algunos jugadores nacidos en la zona, que han militado en el fútbol profesional chileno son: Eduardo Monje, Javier Bustos, Edgar Melo, entre otros.

### Rodeo
En la ciudad se encuentra la Medialuna de Cañete, utilizada principalmente por el Club de Rodeo chileno de la comuna. También existe el Complejo Huaso Campesino, ubicado en el sector rural de Cayucupil, el que posee una medialuna con capacidad para 2000 espectadores.

## Transporte
La ciudad cuenta con terminales de buses: Entre los que se encuentran; el terminal de Buses Pedro de Valdivia, Terminal de Buses Jeldres, Terminal de Buses Biobio-Jota Ewert, Buses Cañete Ltda y Buses Sol de Lebu, todos ellos ubicados en el sector centro de la ciudad. Dentro del área urbana comunal circulan líneas de taxis colectivos. 
Los buses interurbanos se dirigen principalmente a las ciudades de Santiago, Concepción, Angol y Temuco, cubriendo ciudades y pueblos intermedios. También cuenta con microbuses hacia las comunas de Arauco, Los Álamos, Curanilahue, Lebu y Tirúa.
Con respecto al transporte aéreo, en la entrada norte a Cañete se ubica el Aeródromo Las Misiones.

### Distancias de carretera
Distancias a Cañete:
- Desde Concepción, 135 km.
- Desde Lebu, 52 km.
- Desde Tirúa, 64 km.
- Desde Santiago, 635 km.

## Medios de comunicación

### Periódicos
En la actualidad, los principales medios de comunicación escritos de la comuna y provincia son periódicos en línea, como Soy Arauco, parte de la cadena Soy Chile y controlado por El Mercurio S.A.P., y también periódicos que no pertenecen a los principales medios de comunicación nacionales, como: "Redarauco", y Lanalhue Noticias. Dentro de la prensa escrita tradicional, se encuentra La Estrella de Concepción. Hasta el año 2009, era distribuido el diario Renacer de Arauco. De forma paralela, en la comuna circulan periódicos nacionales, pertenecientes a los principales consorcios (El Mercurio S.A.P. y Copesa).

### Radioemisoras
Transmiten actualmente desde Cañete en frecuencia modulada:
- 90.7 MHz - Radio Caramelo
- 91.7 MHz - Estación Activa
- 93.7 MHz - Lanalhue
- 96.5 MHz - Corporación
- 97.3 MHz - Nuevo Tiempo
- 97.7 MHz - Radio Bío Bío
- 98.5 MHz - Millaray
- 98.9 MHz - Éxito
- 99.5 MHz - Radio Box
- 101.5 MHz - Revelación
- 105.9 MHz - Radio Kapital
- 106.3 MHz - Vanguardia
- 107.9 MHz - Celestial

### Televisión
Se pueden ver a través de señal abierta los siguientes canales:
- 4.1 - Chilevisión HD
- 4.2 - UChile TV
- 7.1 - TVN HD
- 7.2 - NTV
- 9.1 - Canal 13 HD
- 9.2 - T13 En Vivo

## Personas destacadas
- Juan Antonio Ríos: político y abogado, presidente de Chile entre 1942 y 1946.
- Clímaco Hermosilla Silva: Profesor y escritor, se ha dedicado a investigar sobre la Guerra de Arauco y el Fuerte Tucapel.
- María Morales Villagrán: abogada, primera mujer magistrado en la historia de la Corte Suprema de Chile.
- Jorge Lasserre Lafontaine: ingeniero civil, jinete, criador y dirigente de rodeo chileno, presidente de la Federación del Rodeo Chileno desde 1972 hasta 1976.
- Homero Altamirano: ingeniero forestal, primer director de Conaf (1973). Intérprete de guitarra, quena y cantante. Exmiembro del conjunto Inti-Illimani.
- Orieta Escámez: actriz y directoria teatral. Fundadora de la Corporación Teatral de Chile.
- Mario, Omar y Jorge Arriagada: cantantes de boleros e integrantes del grupo Hermanos Arriagada con gran éxito en Latinoamérica.
- Fernando Leiva: cantante y uno de los compositores cristianos más importantes de Chile. Compuso la famosa canción Tres cosas tiene el amor.